# Paratorchus angulatus
Paratorchus angulatus – gatunek chrząszczy z rodziny kusakowatych i podrodziny Osoriinae.
Gatunek ten opisany został w 1982 roku przez H. Pauline McColl jako Paratrochus angulatus. W 1984 roku ta sama autorka zmieniła nazwę rodzaju na Paratorchus, w związku z wcześniejszym użyciem poprzedniej nazwy dla rodzaju mięczaków.
Chrząszcz o walcowatym ciele długości od 2,6 do 3,2 mm, barwy rudobrązowej z jaśniejszymi odnóżami i czułkami. Wierzch ciała ma delikatnie punktowany oraz umiarkowanie rzadko owłosiony. Długość szczecinek okrywowych jest mniejsza niż odległości między nimi. Okrągłe oczy buduje pojedyncze, płaskie omatidium. Przedplecze ma od 0,48 do 0,5 mm długości i równoległe boki. Nasadowe kąty przedplecza i ramieniowe kąty pokryw są proste i zaostrzone. Odwłok ma wyraźnie widoczne linie łączeń między tergitem a sternitem tylko w przypadku trzeciego segmentu, a dziewiąty tergit niezbyt silnie wydłużony ku tyłowi w dwa tępe wyrostki tylne. U samca ósmy sternit odwłoka pozbawiony jest wgłębień. Narząd kopulacyjny samca ma szeroki wyrostek boczny zakrzywiony wokół większej, zaopatrzonej we falnkowate rozszerzenia części rurkowatej. Samicę cechuje gruszkowata spermateka o wymiarach 0,180 × 0,075 mm.
Owad endemiczny dla Nowej Zelandii, znany z regionu Auckland na Wyspy Północnej. Zasiedla ściółkę.